# Parlamentní volby v Polsku 2007
Polské parlamentní volby 2007 se uskutečnily 21. října 2007. Volby vyhrálo opoziční uskupení Občanská platforma, která porazila vládnoucí stranu Právo a Spravedlnost. Po celou dobu kampaně průzkumy veřejného mínění ukazovaly protichůdné výsledky o tom, která strana má větší podporu u veřejnosti.
Účast ve volbách byla 53,8%, což je nárůst o 13,2% z voleb, které se konaly v roce 2005.

## Výsledky voleb do Sejmu
Do Sejmu se dostaly celkem 4 politické strany a uskupení. PO získala 209 mandátů, PiS 166 mandátů, LiD 53 mandátů a PSL 31 mandátů. 
|                        | PO           | PiS                | LiD                                          | PSL             |
| ---------------------- | ------------ | ------------------ | -------------------------------------------- | --------------- |
| Volební lídr           | Donald Tusk  | Jarosław Kaczyński | Aleksander Kwaśniewski                       | Waldemar Pawlak |
| Počet hlasů            | 6 701 010    | 5 183 477          | 2 122 981                                    | 1 437 638       |
| Podíl                  | 41,5 % ▲     | 32,1 % ▲           | 13,1 % ▬                                     | 8,9 % ▲         |
| Počet mandátů          | 209          | 166                | 53                                           | 31              |
| Předchozí volby (2005) | 24,1 % (133) | 27 % (155)         | 11,3 % (55) SLD 3,9% (0) SDPL-UP 2,5% (0) PD | 7 % (25)        |

### Podrobné výsledky
| Politické strany | Politické strany                                       | Počet hlasů | Hlasy v % | +/–      | Počet mandátů | +/–   |
| ---------------- | ------------------------------------------------------ | ----------- | --------- | -------- | ------------- | ----- |
|                  | Občanská platforma (Platforma Obywatelska, PO)         | 6 701 010   | 41,51     | ▲ +17,4% | 209           | ▲ +76 |
|                  | Právo a Spravedlnost (Prawo i Sprawiedliwość, PiS)     | 5 183 477   | 32,11     | ▲ +5,1%  | 166           | ▲ +11 |
|                  | Levice a demokrati (Lewica i Demokraci, LiD)           | 2 122 981   | 13,15     | ▲ +1,8%  | 53            | ▼ –2  |
|                  | Polská lidová strana (Polskie Stronnictwo Ludowe, PSL) | 1 437 638   | 8,91      | ▲ +2%    | 31            | ▲ +6  |
|                  | Sebeobrana polské republiky (Samoobrona RP, SRP)       | 247 335     | 1,53      | ▼ -9,87% | —             | ▼ –56 |
|                  | Liga polských rodin (Liga Polskich Rodzin, LPR)        | 209 171     | 1,30      | ▼ -6,7%  | —             | ▼ –34 |
|                  | Polská strana práce (Polska Partia Pracy, PPP)         | 160 476     | 0,99      | ▬ +0,19% | —             | —     |
|                  | Feministická strana (Partia Kobiet, PK)                | 45 121      | 0,28      | —        | —             | —     |
|                  | Německá menšina (Mniejszość Niemiecka, MN)             | 32 462      | 0,20      | ▬ -0,1%  | 1             | ▼ –1  |
|                  | Vlastenecké sebeobrana (Samoobrona Patriotyczna)       | 2 531       | 0,02      | —        | —             | —     |
|                  | Nezávislý                                              | N/A         | N/A       | N/A      | N/A           | N/A   |
| Dohromady        | Dohromady                                              | 16 142 202  |           |          | 460           |       |

## Výsledky voleb do Senátu
Do Senátu se dostali zástupci celkem 2 politických stran a uskupení a jeden nezávislý kandidát. PO získala většinu 60 mandátů, PiS 39 mandátů a 1 mandát získal nezávislý kandidát.

Počet křesel v Sejmu

Počet křesel v Senátu

| Politické strany | Politické strany                                       | Počet mandátů | +/–   |
| ---------------- | ------------------------------------------------------ | ------------- | ----- |
|                  | Občanská platforma (Platforma Obywatelska, PO)         | 60            | ▲ +26 |
|                  | Právo a Spravedlnost (Prawo i Sprawiedliwość, PiS)     | 39            | ▼ –10 |
|                  | Levice a demokrati (Lewica i Demokraci, LiD)           | —             | —     |
|                  | Polská lidová strana (Polskie Stronnictwo Ludowe, PSL) | —             | ▼ –2  |
|                  | Sebeobrana polské republiky (Samoobrona RP, SRP)       | —             | ▼ –3  |
|                  | Liga polských rodin (Liga Polskich Rodzin, LPR)        | —             | ▼ –7  |
|                  | Polská strana práce (Polska Partia Pracy, PPP)         | —             | —     |
|                  | Feministická strana (Partia Kobiet, PK)                | —             | —     |
|                  | Německá menšina (Mniejszość Niemiecka, MN)             | —             | —     |
|                  | Vlastenecké sebeobrana (Samoobrona Patriotyczna)       | —             | —     |
|                  | Nezávislý                                              | 1             | ▼ –4  |
| Dohromady        | Dohromady                                              | 100           |       |

## Statistika
| Registrovaných voličů: | 30 615 471 |
| Sčítání hlasů:         | 16 477 734 |
| Volební účast:         | 53,88%     |
| Neplatných hlasů:      | 335 532    |
| Platných hlasů:        | 16 142 202 |